# Regió de Dar es Salaam
La Regió de Dar es Salaam és una de les trenta regions administratives en les quals està dividida la República Unida de Tanzània. La seua ciutat capital és la ciutat de Dar es Salaam.

## Districtes
Aquesta regió es troba subdividida internament en tan sols tres de districtes a saber:
- Ilala
- Kinondoni
- Temeke

## Territori i població
La Regió de Dar es Salaam posseeix una extensió de territori que abasta una superfície de 1.393 quilòmetres quadrats. A més aquesta regió administrativa és la llar d'una població composta per 2.497.940 persones. La densitat poblacional és de 1.793,2 habitants per cada quilòmetre quadrat de la regió.